# Cincinnati (Schiff, 1924)
Die Cincinnati, auch USS Cincinnati (Kennung: CL-6), ist ein Leichter Kreuzer der Omaha-Klasse der United States Navy. Es ist das dritte US-amerikanische Schiff, das nach der Stadt Cincinnati im US-Bundesstaat Ohio benannt wurde.

## Geschichte
Auf Kiel gelegt am 15. Mai 1920 in Tacoma im Bundesstaat Washington, vom Stapel gelaufen am 23. Mai 1921 und in Dienst gestellt am 1. Januar 1924, nahm das Schiff am Zweiten Weltkrieg teil. Bis 1932 operierte der Kreuzer im Atlantik und der Karibik, unterbrochen durch Stationierungen in Shanghai und Manila 1927/1928. Danach war die Cincinnati bis März 1941 der Pazifikflotte zugeteilt. Im Zweiten Weltkrieg wurde der Kreuzer für Patrouillen und als Eskortschiff hauptsächlich im westlichen Atlantik und in der Karibik eingesetzt. Am 21. November 1942 wurde zusammen mit der Milwaukee und der Somers der
deutsche Blockadebrecher Annaliese Essberger aufgebracht.
Nach dem Krieg wurde das veraltete Schiff am 1. November 1945 außer Dienst gestellt und 1947 abgewrackt.